# Vathy (Gemeindebezirk)
Der Gemeindebezirk Vathy (griechisch Δημοτική Ενότητα Βαθέος Dimotikí Enótita Vathéos) ist einer von zwei Gemeindebezirken der Gemeinde Anatoliki Samos auf der griechischen Insel Samos in der Region Nördliche Ägäis. Er ging im Rahmen der Verwaltungsreform 2010 aus der Gemeinde Vathy hervor und ist in zwei Stadtbezirke und sieben Ortsgemeinschaften untergliedert.

## Lage
Der Gemeindebezirk mit einer Fläche von 126,921 Quadratkilometern liegt im Nordosten der Insel. Benachbarte Gemeindebezirke sind Karlovasia im Westen und Pythagorio im Südwesten.

## Geschichte
Die Gemeinde Vathy (Δήμος Βαθέος Dímos Vathéos) war von 1997 bis 2010 eine Gemeinde der damaligen griechischen Präfektur Samos mit dem Verwaltungssitz in der Stadt Samos.
Die Gemeinde war in Folge der Gemeindereform 1997 aus der Fusion der seit 1918 bestehenden Stadtgemeinde Samos mit acht Landgemeinden entstanden. Mit 12.506 Einwohnern war Vathy im Jahr 2021 bevölkerungsreichster Gemeindebezirk der Insel.
| Stadtbezirk Ortsgemeinschaft | griechischer Name                   | Code     | Fläche (km²) | Einwohner 2001 | Einwohner 2011 | Einwohner 2021 | Dörfer und Siedlungen |
| ---------------------------- | ----------------------------------- | -------- | ------------ | -------------- | -------------- | -------------- | --- |
| Samos                        | Δημοτική Κοινότητα Σαμίων           | 56010101 | 09,630       | 6275           | 6251           | 5952           | Samos, Agia Paraskevi, Asprochorti, Galazio, Agios Nikolaos, Diaporti, Kasonisi, Makroniso, Prasonisio, Strongylo                                                                               |
| Agios Konstantinos           | Τοπική Κοινότητα Αγίου Κωνσταντίνου | 56010102 | 01,286       | 0394           | 0369           | 0330           | Agios Konstandinos, Valeontades, Alatzades |
| Ambelos                      | Τοπική Κοινότητα Αμπέλου            | 56010103 | 12,214       | 0375           | 0309           | 0222           | Ambelos, Livadaki, Petalides |
| Vathy                        | Δημοτική Κοινότητα Βαθέος           | 56010104 | 44,386       | 2875           | 3147           | 3767           | Vathy, Agia Zoni, Agia Markella, Ai Thanasis, Varella, Drosia, Zervou, Zoodochos Pigi, Kamara, Kerdon, Koumarionas, Mesokambos, Moraiitochori, Nikola, Panaitsa, Platanos, Tourkomylonas, Floka |
| Vourliotes                   | Τοπική Κοινότητα Βουρλιωτών         | 56010105 | 18,548       | 0602           | 0501           | 0456           | Vourliotes, Avlakia, Kambos, Moni Vronda |
| Kokkari                      | Τοπική Κοινότητα Κοκκαρίου          | 56010106 | 11,940       | 0973           | 1060           | 0933           | Kokkari |
| Manolates                    | Τοπική Κοινότητα Μανολατών          | 56010107 | 05,645       | 0137           | 0131           | 0079           | Manolates, Margarites |
| Paleokastro                  | Τοπική Κοινότητα Παλαιοκάστρου      | 56010108 | 20,677       | 0684           | 0707           | 0727           | Paleokastro, Argyros, Klima, Posidonio, Charavgi, Psili Ammos |
| Stavrinides                  | Τοπική Κοινότητα Σταυρινήδων        | 56010109 | 02,595       | 0069           | 0042           | 0039           | Stavrinides |
| Gesamt                       | Gesamt                              | 560101   | 126,921      | 12.384         | 12.517         | 12.506         | |